# Джорджтаун (округ Полк, Вісконсин)
Джорджтаун (англ. Georgetown) — місто (англ. town) в США, в окрузі Полк штату Вісконсин. Населення — 1036 осіб (2020).

## Демографія
Згідно з переписом 2010 року, у місті мешкало 977 осіб у 429 домогосподарствах у складі 298 родин. Було 1337 помешкань
Расовий склад населення:
| - 89,0 % — білих - 8,9 % — корінних американців - 0,3 % — азіатів - 0,2 % — чорних або афроамериканців |

До двох чи більше рас належало 1,0 %. Частка іспаномовних становила 1,3 % від усіх жителів.
За віковим діапазоном населення розподілялося таким чином: 18,8 % — особи молодші 18 років, 57,6 % — особи у віці 18—64 років, 23,6 % — особи у віці 65 років та старші. Медіана віку мешканця становила 51,6 року. На 100 осіб жіночої статі у місті припадало 105,7 чоловіків;  на 100 жінок у віці від 18 років та старших — 104,4 чоловіків також старших 18 років.
Середній дохід на одне домашнє господарство  становив 59 380 доларів США (медіана — 53 750), а середній дохід на одну сім'ю — 70 857 доларів (медіана — 59 545). Медіана доходів становила 46 016 доларів для чоловіків та 42 857 доларів для жінок. За межею бідності перебувало 9,9 % осіб, у тому числі 10,6 % дітей у віці до 18 років та 7,1 % осіб у віці 65 років та старших.
Цивільне працевлаштоване населення становило 373 особи. Основні галузі зайнятості: виробництво — 21,2 %, освіта, охорона здоров'я та соціальна допомога — 20,4 %, будівництво — 11,5 %, мистецтво, розваги та відпочинок — 10,5 %.